# Брюховецкий, Владимир Петрович
Влади́мир Петро́вич Брюхове́цкий (род. 4 декабря 1955, Новопсков, Луганская область, УССР) — заслуженный тренер Украины по баскетболу.

## Биография
Родился 4 декабря 1955 в поселке Новопсков Луганской области. Окончил Киевский институт физкультуры. После учёбы работал в спортивной школе, затем учился в Луганском пединституте, после работал помощником тренера местного «Спартака». С 1999 года, когда переехал в Россию (клуб «Локомотив» из Минеральных Вод), уже начал постоянно работать как главный тренер.

## Тренерская деятельность
Главный тренер команд: «Спартак» (Луганск, 1994—1999 гг), «Локомотив» (Минеральные Воды, Россия, 1999—2001 гг), «Томь-Универсал» (Томск, Россия, 2001—2002 гг), «Химик-2» (Южное, 2003—2005 гг), «Политехника» (Львов, 2005 г.), «Мариуполь» (2006 г.), «Одесса» (2006—2007 гг.) С февраля 2008 года по 2009 год возглавлял женскую сборную Украины по баскетболу, которая в 2009 году вышла на Евробаскет-2009. С декабря 2010 года — главный тренер молодёжной сборной Украины, главный тренер дублирующего состава БК Киев.

## Награды и достижения
- 2011 г. — U-20 Чемпионат Европы 10 место
- 2009 г. — выход в финальную часть Евро-2009 с женской Национальной сборной Украины
- 2010—2011 г. — 2 место, дублирующие составы Суперлига Украины (БК «Киев»)
- 2003/05 г. — 2 и 3 место, высшая лига Чемпионата Украины («Химик-2», Южное)
- 2001 г. — 3 место в Чемпионате России, Суперлига «А» («Локомотив», РЖД, Россия)
- 2000 г. — обладатель I Кубка России («Локомотив», РЖД, Россия)
- 1992/93 гг. — бронзовый призёр МПБЛ («Спартак», Луганск)
- 1992 г. — бронзовый призёр I Чемпионата Украины («Спартак», Луганск, Украина)
- 1990 г. — выход в Высшую лигу СССР («Спартак», Луганск, Украина)
- 1989 г. — финалист Кубка СССР («Спартак», Луганск, Украина)
- 1989 г. — Чемпион 1 лиги СССР («Спартак», Луганск, Украина)